# KPT rail
KPT rail s.r.o. byl soukromý železniční dopravce provozující mj. sezonní osobní železniční dopravu na tratích Číčenice – Týn nad Vltavou (od roku 2019) a Dívčice–Netolice.
Dopravce plánoval taktéž záchranu trati 132 Děčín – Oldřichov u Duchcova, kde chtěl od května 2020 provozovat o víkendech a státních svátcích čtyři páry osobních vlaků na komerční riziko.
Společnost provozovala rovněž nákladní dopravu, podílela se například na přepravách kalamitního dřeva.
Firma zakoupila ze Slovenska motorový vůz řady 811, který bez potřebných dokumentů provozovala v roce 2021 na tratích z Dívčic do Netolic a Týna nad Vltavou. Firma poté ukončila svou činnost železničního dopravce a zmiňovaný vůz prodala do Muzea technických zajímavostí v Chocni.